# Huddle (Zeitschrift)

In der Mitte der Sammelband 1993/II, ein Stehsammler mit Huddle und der Huddle von 4. September 2008

Huddle ist eine deutsche Fachzeitschrift zum Thema American Football. Die Zeitschrift erscheint im Huddle-Verlag, Berlin. Die Zeitschrift erscheint wöchentlich als elektronische Ausgabe (eHuddle) und monatlich als Druckausgabe. Die Druckauflage erscheint im DIN A4-Format und liegt bei rund 22.500 Exemplaren (2019). Huddle erscheint seit 1989 ununterbrochen und feierte 2008 seinen zwanzigsten Jahrgang. Das Heft ist sowohl im Abonnement, als auch über den Zeitschriftenhandel erhältlich. 
Ursprünglich war Erstverkaufstag der Druckausgabe jeweils Donnerstags. Je nach Jahreswochenrhythmus erschienen zwischen 51 und 53 Ausgaben jährlich. Erscheinen nur 51 Ausgaben war die erste Ausgabe des Folgejahres eine Doppelausgabe. Neben diesen Einzelausgaben gab es auch jährlich zwei gebundene Sammelbände. Aktuell erscheint die Druckausgabe 12-mal jährlich mit einem Umfang von etwa 52 Seiten. Die eHuddle erscheint grundsätzlich Dienstag zum Download.
Neben der journalistischen Aufarbeitung der Geschehnisse, ist das Huddle das offizielle Mitteilungsblatt des AFVD und der AFV-Berlin.
Zentraler Bestandteil der Berichterstattung ist die GFL sowie der weiteren deutschen Ligen. Diese Themen stehen, saisonbedingt, vor allem von Frühjahr bis Herbst im Vordergrund. Ein weiterer zentraler Bestandteil sind Vor- und Spielberichte über die NFL und College Football von Herbst bis Frühjahr. Des Weiteren deckt die Berichterstattung auch die EFL, europäischen Ligen, CFL und Arena Football League ab.
Neben diesen aktuellen Berichten gibt es mehrere ständige Rubriken, aktuell sind dies:
- Stand der Dinge
- Equipment aktuell: Tipps für Einsteiger
- Drill of the Month: Fehlerkorrekturen
- Erkenne das Spiel - und gewinne!

Ehemalige Rubriken waren unter anderem:
- Stichwort mit jeder Woche, in alphabetischer Reihenfolge, einem Artikel zum Thema Football.
- Sports-Cards mit Sports-Cards-Serien als zentralen Thema.
- Flashback - Diese Woche vor zehn Jahren im HUDDLE mit Auszügen aus Artikeln, die in der Huddle-Ausgabe vor zehn Jahren erschienen.
- Pork Pies Network ein Comicstrip am Ende des Heftes
- Name of the Game in der College Teams vorgestellt wurden